# Yxhult

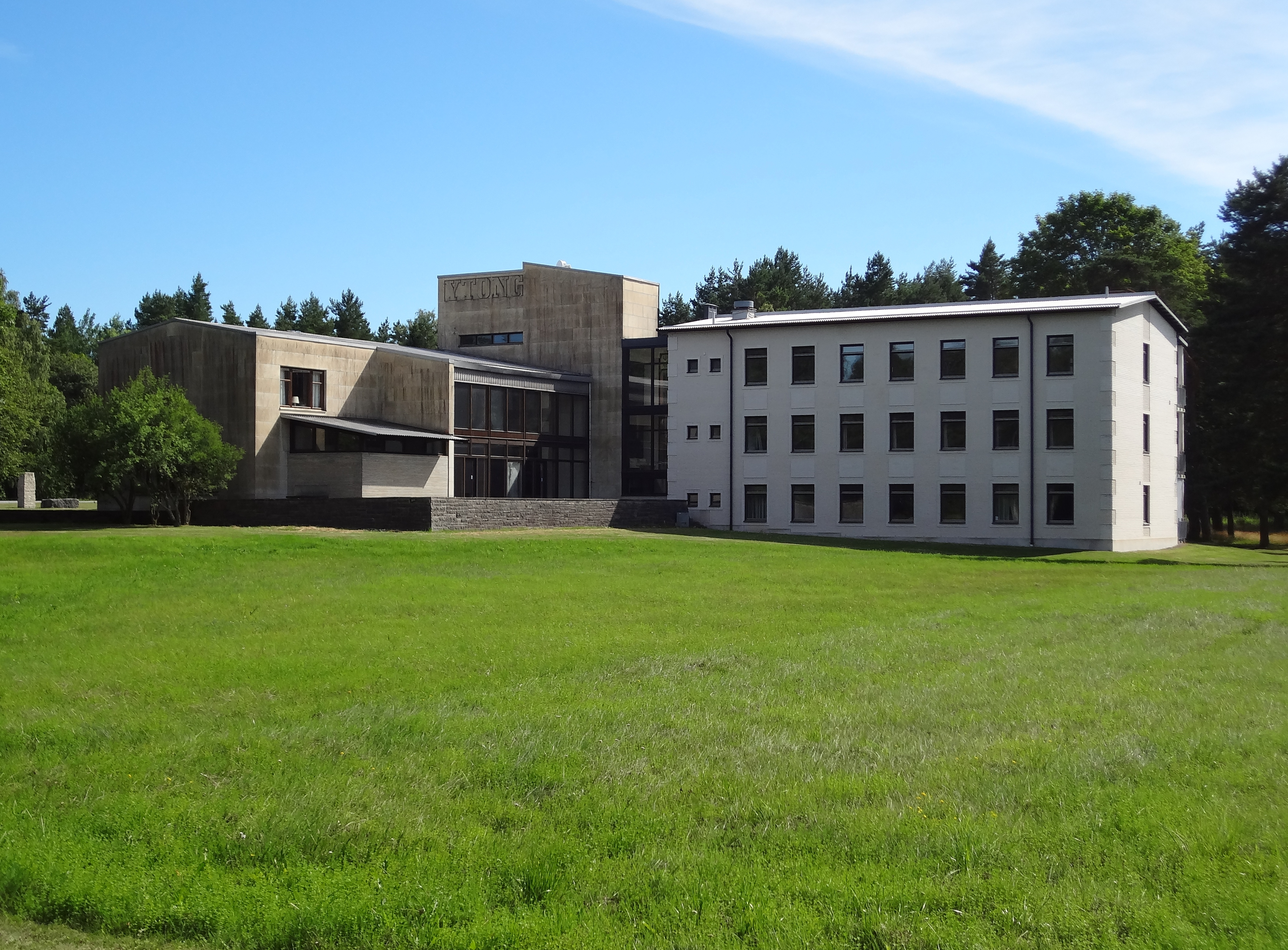
Yxhult AB från baksidan med tillbyggnad i mexisten

Ortnamnet Yxhult kommer av en liten inäga i södra Mossby som var en oxhage, Yx = oxe, hult = hage alltså ett medeltida namn på Oxhage!.

## Historik

### Yxhults stenhuggeri och yxhultskalksten

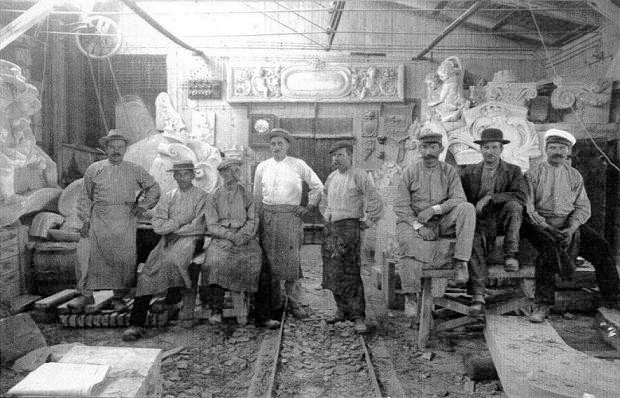
Yxhults ornamentstenhuggare, 1915.

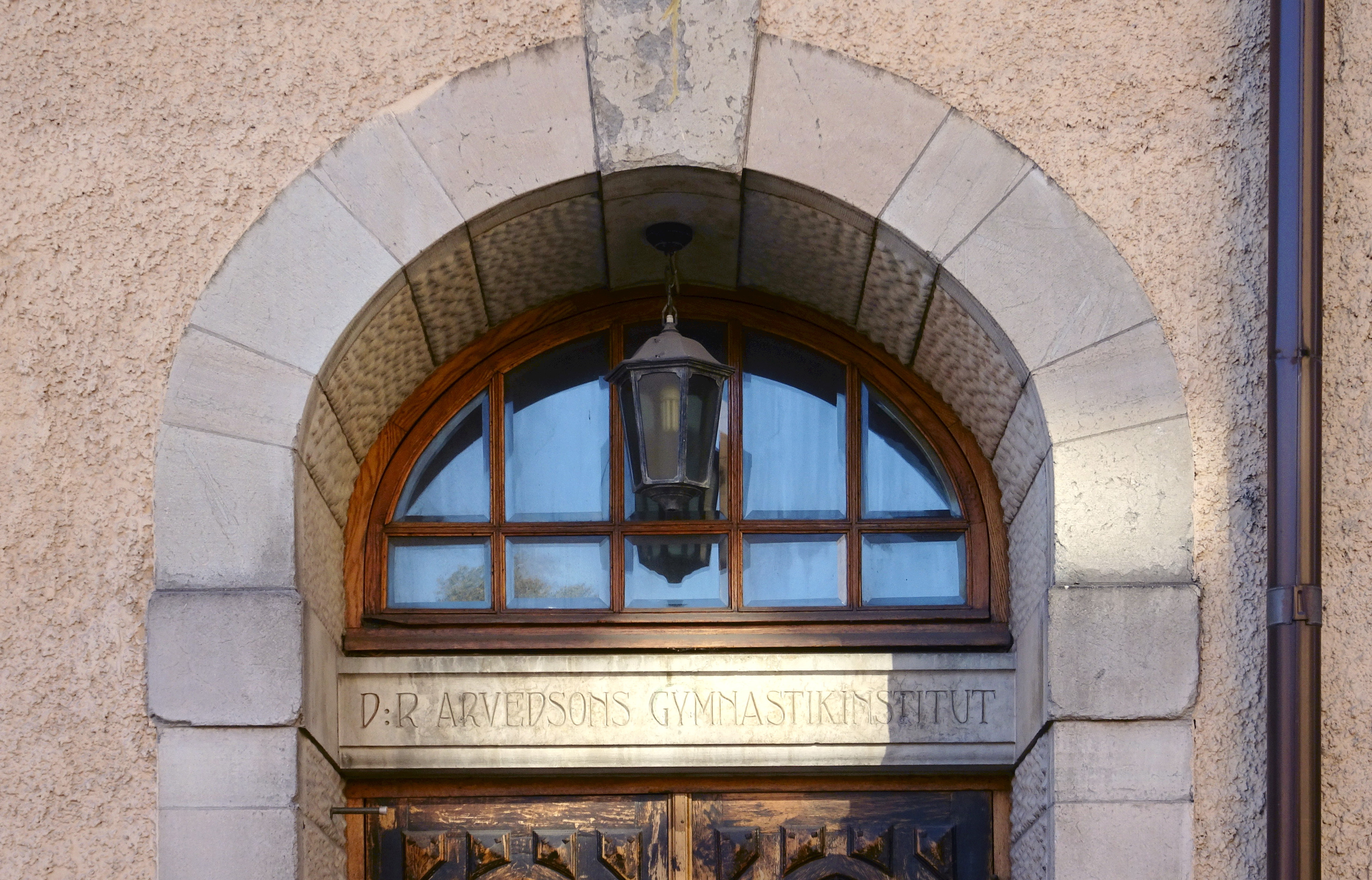
Portalen för Tofslärkan 8 i Stockholm består av yxhultskalksten.

Namnet Yxhult kommer från gården Yxhult i Kumla socken i Närke. Stenbrytning av kalksten, både som byggnadssten och för kalkbränning, har sedan mycket länge förekommit i Yxhult och trakterna runtom. Ugnarna eldades med ved, men 1868 började lantbrukaren Adolf Jonsson i Norra Mossby, grannby till Yxhult, använda alunskiffer från de där belägna fyndigheterna som bränsle. Adolf Jonsson var 1878 en av grundarna av Yxhults Stenhuggeri AB. Bolaget köpte egendomarna Yxhult och Hällabrottet, senare även Hynneberg samt ett par egendomar i Askers socken.
År 1880 började bolaget även bränna kalk och en kalkgruva med linbana anlades. År 1883 byggde bolaget den normalspåriga Kumla-Yxhults Järnväg med anslutning till statsbanans station i Kumla. År 1886 öppnade Yxhultsbolaget kontor i Stockholm. Företaget bröt marmor i Glanshammar, Brännlyckan och Mårdshyttan. Företaget tillverkade byggnadsdetaljer i huggen kalksten, som till större delen levererades till byggen i Stockholm. Under perioden 1860–1910 kom mer än hälften av Stockholms skulpturala utsmyckningar i natursten från Yxhult.. Bland större byggnader i Stockholm och Göteborg som använde yxhultskalksten för fasadutsmyckningar kan nämnas Danmarks hus, Samhällsvetenskapliga biblioteket, 
Kejsarkronan 6, Munkbron 9 och Tofslärkan 8.
Stenhuggerirörelsen gick i början av 1900-talet med förlust. År 1907 togs beslut om att mekanisera marmorförädlingen och effektivisera kalktillverkningen, vilket ledde till att bolaget kunde expandera. Genom inköp av Broängens marmorbrott i Mariedam förädlade man även svensk marmor, och senare startade företaget även bearbetning av ekebergsmarmor.

### Lättbetongperioden och konkurs

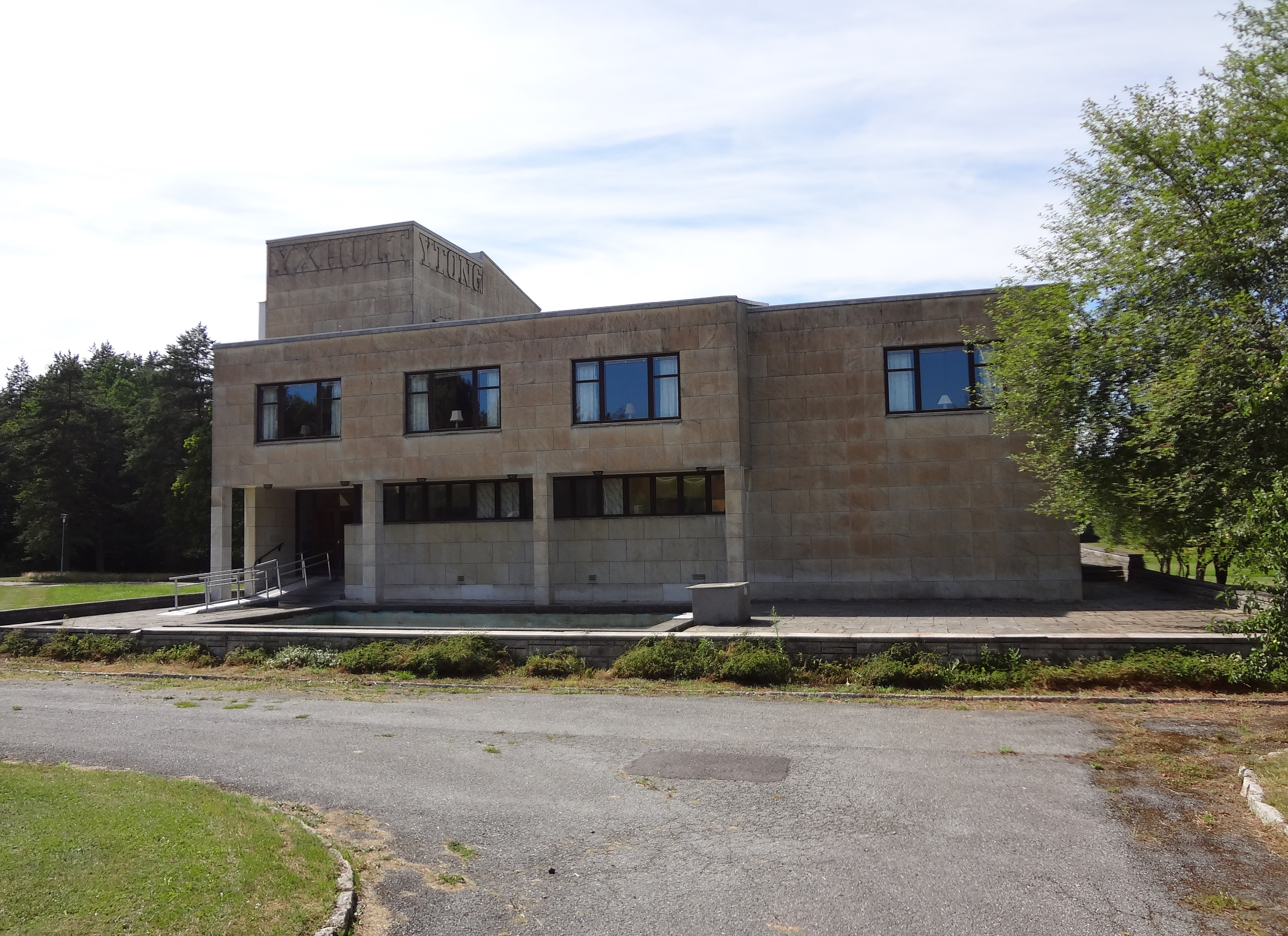
Norra byggnaden Yxhult AB i marmor, med huvudingång

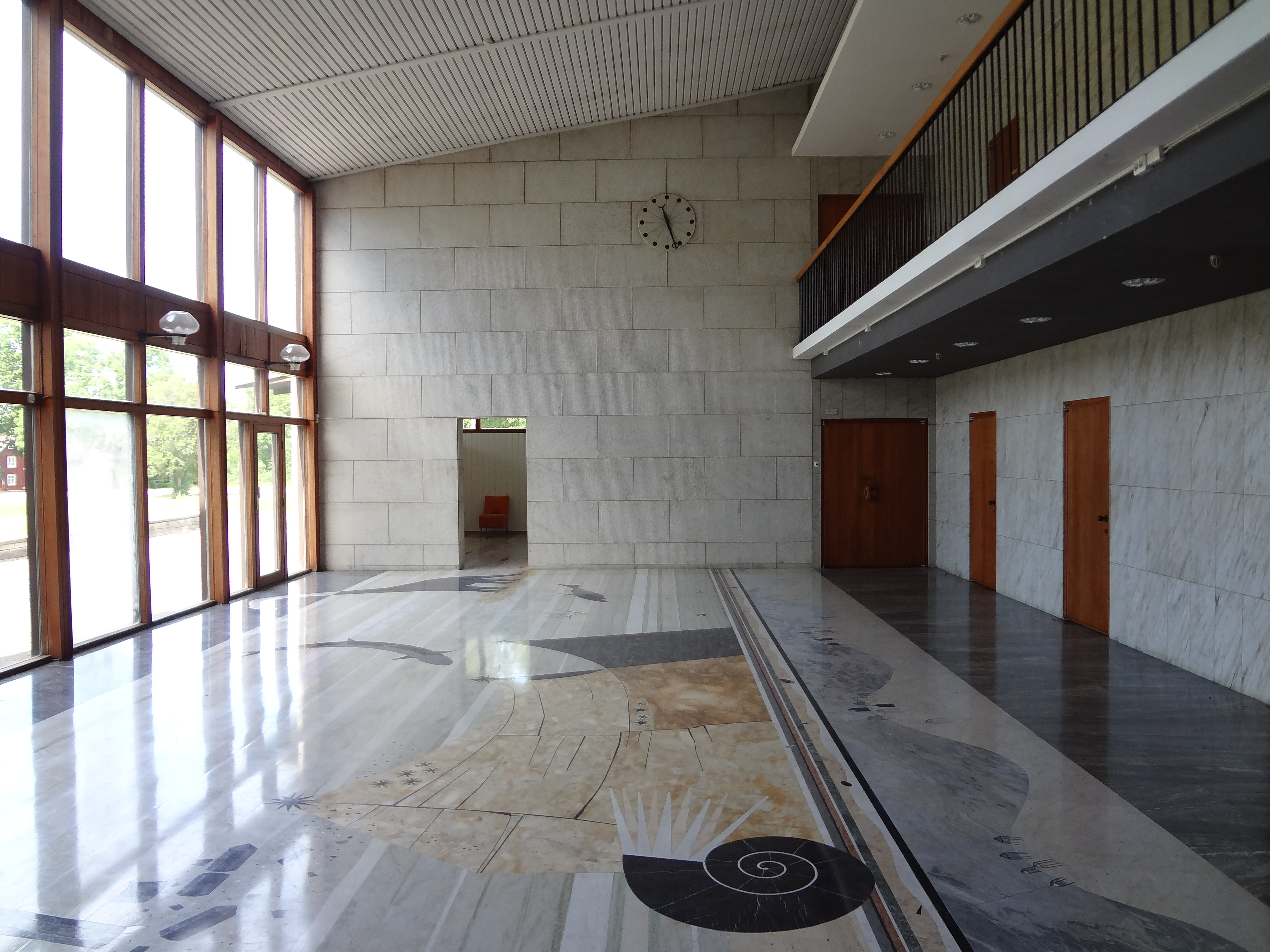
Norra byggnadens interiör, med marmorintarsia av Bengt Blomqvist

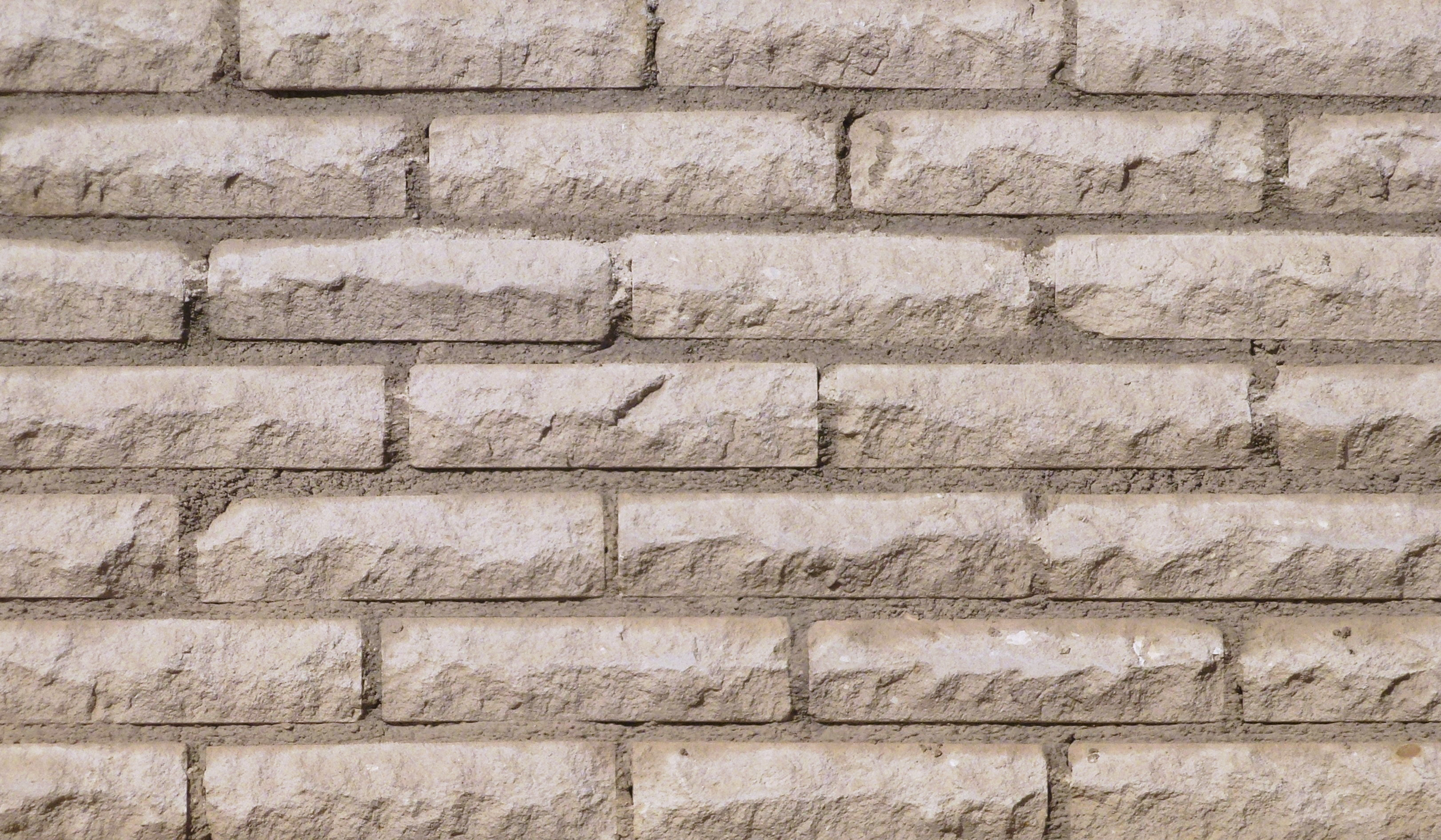
Fasad av rundhuggen, vit mexisten.

År 1929 inledde bolaget tillverkning av skifferbaserad lättbetong av typen ånghärdad gasbetong under produktnamnet Ytong. Företaget köpte även upp Ånghärad Gasbetong AB i Borensberg och Ölands Gasbetong AB i Ventlinge, vilka blev dotterbolag. Under 1940-talet anlades en ny fabrik för tillverkning av lättbetong i grannsamhället Hynneberg. Totalt hade Yxhultbolaget sju lättbetongfabriker varav tre inom området Yxhult, Hällabrottet och Kvarntorp.
Företaget bytte namn till Ytong AB år 1955, men bytte det tillbaka 1973 till Yxhult AB. Namnet levde dock kvar i Ytongpriset, som var ett arkitekturpris instiftat av Ytongbolagen och utdelat mellan 1974 och 1977. 1974 belönades arkitekterna Jon Höjer och Sture Ljungqvist för sin formgivning av kvarteret Sörgården i Tensta, som de delade med arkitekten Ralph Erskine för bostadsområdet Nya Bruket i Sandviken. 1977 fick Höjer & Ljungqvist priset igen, denna gång för bostadslösningar i byggnadsetapp 1 i Kista.
Kalksandsten började produceras av Yxhult 1965 under produktnamnet "mexisten", även benämnt mexitegel. Yxhult var först i Sverige med att tillverka huggen sådan mursten. Produktionen nådde sin topp 1973.
Företaget begärde sig själva i konkurs den 27 januari 2004. Yxhultsbolaget hade sitt av Helge Zimdal ritade huvudkontor i Hällabrottet. Genom dotterbolaget Yxhults Stenhuggeri AB bedrevs produktion av bränsle av alunskiffer, en produktion som man övertog från Svenska skifferoljeaktiebolaget. Fabriksområdet övertogs efter konkursen av Kumla kommun.

## Styrelseordförande och verkställande direktörer[6]
| Styrelseordförande | Period          | Verkställande direktör | Period          |
| ------------------ | --------------- | ---------------------- | --------------- |
| Karl August Carlén | 1951–12/1960    | Bertil Carlén          | 1951–12/1965    |
| Erik Carlén        | 01/1960–12/1965 | Karlerik Savén         | 01/1966–10/1971 |
| Bertil Carlén      | 01/1966–10/1979 | Lars Sjöborg           | 11/1971–11/1979 |
| Åke Palm           | 11/1979–05/1984 | Ola Frölich            | 12/1979–03/1981 |
| Tore Stenholm      | 06/1984–01/1985 | Rurik Soko             | 04/1981–05/1984 |
| Tore Persson       | 01/1985–12/1992 | Arne Jacobsson         | 06/1984–06/1992 |
| Arne Jacobsson     | 01/1993–12/1996 | Kurt Nordman           | 07/1992–12/1998 |
| Johan Rapp         | 01/1997–12/2000 | Arne Jacobsson         | 01/1999–10/1999 |
| Olof Wikström      | 01/2001–12/2001 | Torbjörn Gustavsson    | 11/1999–01/2004 |
| Lars Sjöborg       | 01/2002–03/2004 |                        |                 |
|                    |                 |                        |                 |

## Nuvarande verksamhet
Bolagsnamnet Yxhult har återkommit i ett företag som uppstod efter konkursen.
Det nya Yxhult AB säljer monteringsfärdiga hus, golv, med mera. Lättbetong säljs under varumärket Ytong/Xelia. Mexisten, som är ett av Yxhultsbolagets varumärken, säljs fortfarande under det namnet. Den tidigare sandstensgruvan i Kvarntorp används fortfarande som testgruva och för arkivlagring genom det associerade bolaget Svensk Berglagring Kommanditbolag.